# Lutjelanden
De Lutjelanden is een voormalig waterschap in de provincie Groningen.
Geertsma noemt de polder en meldt dat deze ten westen van de Gaaikemaweerpolder was gelegen, maar dat deze na de afsluiting van het Reitdiep in 1877 door het verdwijnen van de invloeden van het getijde had opgehouden te bestaan. De polder lag langs de Kommerzijlsterriet.
Waterstaatkundig gezien ligt het gebied sinds 1995 binnen dat van het waterschap Noorderzijlvest.